# Prodorylaimus
Prodorylaimus är ett släkte av rundmaskar. Enligt Catalogue of Life ingår Prodorylaimus i familjen Dorylaimidae, men enligt Dyntaxa är tillhörigheten istället familjen Thornematidae.
Kladogram enligt Catalogue of Life och Dyntaxa:
| Prodorylaimus | \| \| Prodorylaimus brasiliensis \| \| \| \| \| \| Prodorylaimus longicaudatus \| \| \| \| \| \| Prodorylaimus rionensis \| \| \| \| |
|               | \| \| Prodorylaimus brasiliensis \| \| \| \| \| \| Prodorylaimus longicaudatus \| \| \| \| \| \| Prodorylaimus rionensis \| \| \| \| |
|               | Amphidorylaimus |
|               | |
|               | Aporcelaimus |
|               | |
|               | Chrysonema |
|               | |
|               | Discolaimium |
|               | |
|               | Discolaimus |
|               | |
|               | Discomyctus |
|               | |
|               | Dolicholaimus |
|               | |
|               | Dorylaimellus |
|               | |
|               | Dorylaimus |
|               | |
|               | Drepandorus |
|               | |
|               | Enchodelus |
|               | |
|               | Eudorylaimus |
|               | |
|               | Labronema |
|               | |
|               | Laimydorus |
|               | |
|               | Longidorella |
|               | |
|               | Lordellonema |
|               | |
|               | Mesodorylaimus |
|               | |
|               | Metactinolaimus |
|               | |
|               | Meylonema |
|               | |
|               | Miranema |
|               | |
|               | Paractinolaimus |
|               | |
|               | Pungentus |
|               | |
|               | Thorneela |
|               | |
|               | Thornenema |
|               | |
|               | Thornia |
|               | |
|               | Tylencholaimus |
|               | |
|               | Utahnema |
|               | |
|               | Xiphinemella |
|               | |
|               | Prodorylaimus brasiliensis |
|               | |
|               | Prodorylaimus longicaudatus |
|               | |
|               | Prodorylaimus rionensis |
|               | |

|  | Prodorylaimus brasiliensis  |
|  |                             |
|  | Prodorylaimus longicaudatus |
|  |                             |
|  | Prodorylaimus rionensis     |
|  |                             |